# Apogon kalosoma
Apogon kalosoma är en fiskart som beskrevs av Pieter Bleeker 1852. Apogon kalosoma ingår i släktet Apogon och familjen Apogonidae. Inga underarter finns listade i Catalogue of Life.